# John Moss
John Moss (Traverse City, 1948  – Beulah, 22 april 2010) was een Amerikaans componist, arrangeur, muziekpedagoog en dirigent. 

## Levensloop
Moss studeerde aan de Central Michigan University in Mount Pleasant. Aldaar speelde hij mee in de Marching Band en behaalde zijn Bachelor of Music. Vervolgens studeerde hij muziektheorie en compositie aan de Michigan State University in East Lansing en behaalde zijn Master of Music. 
Hij werkte als muziekleraar en docent aan verschillende openbare scholen en universiteiten (Michigan State University) in Michigan. In deze tijd heeft hij diverse harmonieorkesten en schoolkoren gedirigeerd en leerde muziektheorie. 
Als componist en arrangeur werkte hij aanvankelijk voor het bedrijf Audiograph Productions in East Lansing. Later wisselde hij naar de muziekuitgeverij Hal Leonard Corporation. In deze periode leerde hij John Williams kennen en bewerkte zijn filmmuziek voor de United States Marine Band "The Presidents Own" in Washington D.C.. Samen met Williams heeft hij een monumentaal concert van dit elite-muziekkorps van het Amerikaanse leger in het John F. Kennedy Center for the Performing Arts voorbereid. 
Verder was hij werkzaam als arrangeur voor het educatieve Disneyland project "Magic Music Days", in dat jonge musici geïntroduceerd worden in het schrijven en arrangeren van filmmuziek. In de laatste jaren was hij bezig als componist en arrangeur voor de Detroit Symphony Pops, het Canadian Brass kwintet en de Detroit Chamber Winds. 

## Composities

### Werken voor orkest
- A Jubilant Song, voor orkest
- A Salute to Rodgers & Hammerstein, voor orkest
- Aladdin Selections, voor strijkorkest
- America, Of Thee I Sing, voor orkest
- Apollo 13 Selections, voor orkest
- Barbara Allen, voor strijkorkest
- Barn Raising, voor strijkorkest
- Beneath All the Stripes and Stars, voor gemengd koor en orkest
- British Masters Suite, voor strijkorkest
- Christmas Is, voor strijkorkest
- Festive Fiddles, voor strijkorkest
- Hunchback of Notre Dame Selections, voor strijkorkest
- Marching Down Broadway, voor strijkorkest
- Old American Songs, voor strijkorkest
- One Winter Night (All is Calm, All is Bright), voor strijkorkest
- Over the River, voor strijkorkest
- Patriotic Favorites, voor strijkorkest
- Salute to Ol' Blue Eyes, voor orkest

### Werken voor harmonieorkest
- 1992 Appalachian Overture
- 1992 Chorale and Bell Carol
- 1992 Contemporary Chorales
- 1992 Deck the Halls for Christmas
- A Holiday Sing-Along, voor gemengd koor en harmonieorkest
- British Masters Suite
- Buckingham March
- Convergence
- Disney at the Oscars
- Fanfare and Evocation
- Flashpoint
- Gaelic Dances
- Grand Ledge Overture
- Heritage Trail
- Highland Legend
- Lansing State Journal
- Les Cheneaux Impressions
- Marching Song
- Mexican Fiesta
- Our Land, Our Home, voor gemengd koor en harmonieorkest
- Quantum
- Red, White & Brass
- Rhapsody of the Sea
- Ritual and Celebration
- Russian Folk Song Suite
- Sleigh Bells Jingling
- Symphonic Celebration
- Symphonic Chorales
- The Golden Age of Broadway
- The Invincible Spirit
- The Olympics: A Centennial Celebration
- The Partridge and the Pear
- The Streets of Madrid
- The Summit, voor trompetkwartet en harmonieorkest
- The Sword of Lancelot